# Christian Sonntag
Christian Sonntag (* 27. September 1910 in Pressig; † 3. April 1945 in Gironde) war ein deutscher Oberst der Wehrmacht im Zweiten Weltkrieg.

## Leben
Im November 1943 wurde die 255. Infanterie-Division nach schweren Verlusten an der Ostfront aufgelöst, worauf aus ihren Resten ab 2. November 1943 u. a. die Divisionsgruppe 255 bei der 4. Panzerarmee südlich von Kiew errichtet und der Führung Sonntags unterstellt wurde. Innerhalb der Korps-Abteilung B kämpfte die Divisionsgruppe 255 im Rahmen der Dnepr-Karpaten-Operation in der Kesselschlacht von Tscherkassy. Am 12. Februar 1944 wurde Sonntag als Major für die Führung der Divisionsgruppe 255 mit dem Ritterkreuz des Eisernen Kreuzes ausgezeichnet. Nach dem Ausbruch aus dem Kessel von Tscherkassy im März 1944 wurde die Divisionsgruppe aufgelöst.
Später erhielt er die Führung über das Grenadier-Regiment 248, welches im sogenannten Baranow-Brückenkopf an der Weichsel kämpfte, wofür er am 5. September 1944 als Oberstleutnant und als 573. Soldat der Wehrmacht mit dem Eichenlaub zum Ritterkreuz des Eisernen Kreuzes ausgezeichnet wurde. Am 23. Oktober 1944 erfolgte in Pötschendorf, u. a. unter Teilnahme von Heinrich Himmler, die offizielle Verleihung.

Ab November 1944 war er, nun als Oberst, als Nachfolger vom Generalmajor der Pioniere Fritz Meyer Festungskommandant Gironde Süd (Le Verdon) in Frankreich. Am 20. November 1944 traf er in Frankreich ein und übernahm das Kommando am 23. November 1944. In dieser Position starb er am 3. April 1945. Tags darauf teilte das Kriegstagebuch der Seekriegsleitung für den Westraum mit:
Der Festungskommandant Gironde-Süd, Oberst Sonntag, der größte Verdienste um Haltung und Durchhaltevermögen seiner Festung hat, ist gestern bei einem Kraftwagenunfall tödlich verunglückt; zunächst ist Freg.Kapitän von Berger mit seiner Vertretung beauftragt worden...
Andere Quellen geben an, dass er versehentlich durch eine unsachgemäße Handhabung einer französischen Granate getötet wurde.
Sein Grab ist auf der deutschen Kriegsgräberstätte Berneuil.